# Hippocampus zosterae
Espèce
Synonymes
- Hippocampus regulus Ginsburg, 1933[1]
- Hippocampus rosamondae Borodin, 1928[1]

Répartition géographique
Statut de conservation UICN

 LC  : Préoccupation mineure
Statut CITES
Hippocampus zosterae est une espèce de poissons d'marins de la famille des Syngnathidae. C'est le plus petit des hippocampes, couramment appelé l’Hippocampe nain.

## Description et caractéristiques

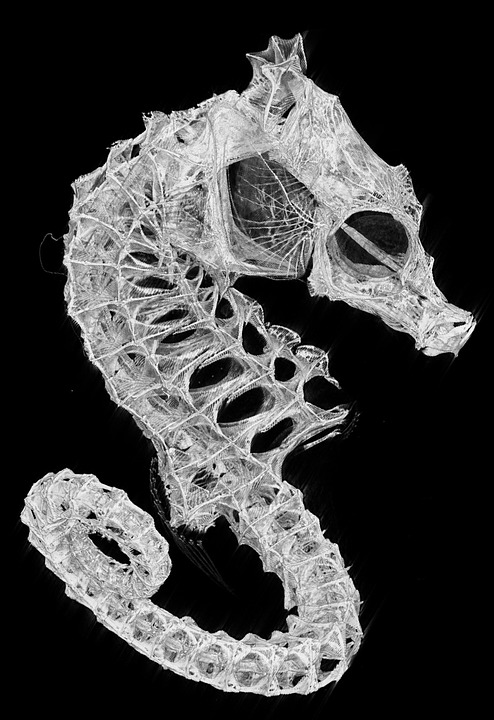
Tomodensitométrie (TDM) 3D d'un squelette d’Hippocampus zosterae.

Hippocampus zosterae est l’une des plus petites des nombreuses espèces d’hippocampes, avec une longueur moyenne de 2 à 2,5 cm et pouvant atteindre jusqu’à 5 cm maximum. Il vit généralement pendant une année, très rarement deux.
Hippocampus zosterae est souvent blanc mais peut également être beige, brun, jaune, noir ou encore vert, ce poisson ayant la capacité de changer de couleur. Il peut également présenter des taches de couleurs blanches ou sombres. Sa teinte se confond généralement avec la gorgone sur laquelle il s'accrocheIl a été observé qu’il change de couleur pour diverses raisons : pour se camoufler, dans des situations de compétition ou d’agression, pendant des périodes de maladie, durant la parade nuptiale et l’accouplement. Hippocampus zosterae a souvent des petites excroissances cutanées appelées cirres qui ressemblent à des algues. 
On peut le distinguer des autres espèces d’hippocampes de l’Atlantique tels que Hippocampus reidi et Hippocampus erectus par le nombre de rayons de nageoire. Il possède 10 à 13 rayons dans ses nageoires dorsales et pectorales ainsi que 9 à 10 anneaux de tronc. Les adultes sont également de plus petite taille que les deux autres espèces d’hippocampes citées,. Son museau est court, et cette espèce a une couronne haute et cylindrique.
Selon le Livre Guinness des records, c’est le poisson qui se déplace le plus lentement, avec une vitesse maximale d’environ 1,5 m par heure.

## Distribution et habitat
Hippocampus zosterae habite les eaux côtières de l’Océan Atlantique occidental, plus précisément dans le golfe du Mexique, aux Bahamas, aux Bermudes, dans les keys de Floride, sur la côte Est de la Floride, la baie de Tampa, à Pensacola et au Texas,,.
Il vit presque exclusivement dans des microhabitats d’herbiers marins en eau peu profonde, particulièrement en association avec les zostères, d’où son nom. On le retrouve plus souvent dans les périodes de forte salinité entre les racines des mangroves, les récifs coralliens et la végétation flottante,.
Les individus vivent généralement par couple, voire seuls. Les mâles occupent de petits territoires (d’environ un mètre carré), et sont plutôt sédentaires. Les femelles, quant à elles, se déplacent plus largement, sur une aire de répartition environ cent fois plus étendue que les mâles. Toutefois, lors de la saison de reproduction, elles retournent fidèlement sur le territoire de leur partenaire.

## Alimentation
Ce petit hippocampe se nourrit de proies vivantes, principalement de petits crustacés comme des amphipodes, des crevettes, d’autres petits invertébrés et des alevins. Les hippocampes sont des chasseurs opportunistes, c’est-à-dire qu’ils attendent camouflés qu’une proie de taille appropriée soit à leur portée avant d’en faire leur repas. Pour cela, ils s’étirent vers la proie et l’aspirent à travers leur museau, étant donné qu’ils n’ont pas de dents. Dans le système digestif, tous les nutriments ne sont souvent pas absorbés, c’est pour cette raison que les hippocampes ont besoin de beaucoup de nourriture pour survivre. En captivité, ils peuvent consommer jusqu’à 3 000 artémies par jour.

## Reproduction
Bien que, comme toutes les espèces d’hippocampes, ce soit le mâle qui effectue la gestation, ce sont tout de même ceux-ci qui se disputent les femelles. Afin d’attirer l’attention d’une potentielle partenaire, les mâles battent de la queue et se claquent la tête l’un vers l’autre en émettant des cliquetis. Chaque matin, l’hippocampe nain effectue une danse éloquente à sa partenaire et ce jusqu’à l'accouplement. Les femelles, quant à elles, ont un comportement de parade nuptiale en entrant dans le territoire des mâles, qui se déroule en quatre phases. Une fois la femelle arrivée dans le territoire du mâle, la première phase de la parade nuptiale peut débuter. Les deux individus s’attachent à une même prise, changent de couleur et tremblent à tour de rôle. Cette phase dure une à deux matinées, avant la copulation, alors que les phases qui suivent se produisent le jour de l’accouplement. Durant la deuxième phase, la femelle affiche une posture de pointage avec la tête pointée vers le haut, le mâle quant à lui, affiche un comportement de frémissement et de pompage en réponse au pointage de la femelle. Pour la troisième phase, le mâle adopte, cette fois, la posture de pointage. Enfin, durant la dernière étape de la parade nuptiale, les deux montent à plusieurs reprises dans la colonne d’eau. Le mâle va alors pomper sa queue vers son corps et le couple va entrelacer ses queues ensemble. La femelle va finalement insérer son ovipositeur et transférer les œufs dans la poche à couvain du mâle lors de la montée finale dans la colonne d’eau. Les œufs étant déposés, le mâle va se balancer d’avant en arrière, afin d’entreposer les œufs dans sa poche,.
Les mâles portent les jeunes, entre 3 et 55 juvéniles, dans la poche à couvain durant environ 10 jours. Le diamètre d’un œuf d’hippocampe nain fait environ 1,3 mm et, à la naissance, les jeunes mesurent entre 7 et 9 mm de long.
Malgré le fait que les femelles aient la capacité de s’accoupler avec d’autres mâles, l’hippocampe nain est monogame durant une saison de reproduction voire parfois même plus, ce qui est un comportement assez unique comparé aux autres espèces de poissons. Chaque matin après avoir déposé ses œufs dans la poche de son partenaire, la femelle retourne sur le territoire de celui-ci en guise de salutation. Lors de la salutation, les deux êtres changent de couleur et dansent ensemble, et cela durant environ 6 minutes. Les hippocampes nains adultes sont dits itéropares, ceux-ci produisent deux couvées par mois,.
Après que les jeunes bébés hippocampes nains aient été libérés de la poche à couvain, les parents s’accouplent à nouveau dans les 4 à 20 heures qui suivent, et ce tout au long de la saison de reproduction. Généralement, la période de reproduction va de la mi-février à la fin octobre, et est influencée par la durée du jour et la température de l’eau,.

## Développement
Chaque larve d’hippocampe présente dans la poche à couvain possède sa propre poche tissulaire entourée de vaisseaux sanguins. La poche à couvain est l’équivalent du placenta chez les humains. Elle permet à la larve d’obtenir ce dont elle a besoin : protection, oxygène, nourriture ou encore l’élimination des déchets. Dans cette poche à couvain ce sont d’abord les rayons de la nageoire dorsale qui se développent, suivi des nageoires anales. Vient ensuite le développement de l’appareil buccal, mais celui-ci n’est entièrement fonctionnel que lorsque les juvéniles quittent la poche à couvain. Lorsqu’un hippocampe nait, en comparaison avec ses parents, il possède une queue arrondie (les adultes ont une queue tétraédrique), un museau plus large et plus court, une nageoire dorsale plus proche de la queue et une nageoire pectorale plus proche de l’arrière de sa tête. À noter que la saison et la température de l’eau peuvent influencer le sex-ratio des progénitures,.
Une fois les bébés libérés de cette poche, ils ne reçoivent plus de soins des parents, étant capables de nager et manger sans leur aide. Toutefois, la survie n’est pas garantie car ils ont une faible capacité à nager et encourent des grands risques de prédation.
La croissance de cette espèce d’hippocampe est rapide, particulièrement en saison estivale. En effet, il atteint sa maturité en 3 à 4 mois aussi bien pour le mâle que pour la femelle. La maturité sexuelle du mâle peut être déterminée par la présence de sa poche à couvain.

## Prédateurs et parasites
Les prédateurs de l’hippocampe nain sont les thons, les dorades, les raies, les manchots, les oiseaux aquatiques et les crabes. Les adultes ont la capacité de se camoufler, ce qui les rend plus difficiles à attraper. Toutefois, les prédateurs les plus importants de l’hippocampe nain sont les humains.
Son rôle dans l’écosystème marin est donc primordial, étant donné qu’il fournit une source de nourriture pour ses prédateurs, mais également pour sa consommation des petits crustacés, ce qui permet de maintenir l’équilibre de ces populations.

## En captivité
L’hippocampe nain n’atteint généralement pas plus de 51 mm de long et n’est pas un nourrisseur agressif. On le place dans des aquariums de petite taille (en dessous de 60 litres). Il se nourrit de nauplii, de crevettes en saumure, d’amphipodes, des copépodes et d’autres larves de crevettes. Son système digestif est court, il est donc nécessaire de le nourrir à longueur de journée, ce qui le rend difficile à garder. Il est également sensible aux maladies. Il se reproduit plutôt facilement en aquarium, possédant une période de gestation de 10 à 14 jours. Il peut vivre jusqu’à plus de 2 ans.
Pour la température de l’aquarium, cela varie entre 23 et 28 °C. Le pH de l’aquarium se situe la plupart du temps entre 8 et 8,5.
Les hippocampes nains adultes ne mangent pas leurs petits, mais il est courant d’élever les petits dans un autre aquarium. Il faut siphonner régulièrement l’aquarium (une à deux fois par jour).
Le taux de survie de Hippocampus zosterae à l’âge adulte est plutôt bon, la survie de 20 % est courante.

## Intérêt pour les humains
Durant les années 60, les sociétés de ventes par correspondance vendaient les hippocampes nains comme « animaux de compagnies parfaits », similaires aux poissons rouges, ce qui rendait cette espèce très populaire.
De nos jours, l’hippocampe nain est toujours très populaire dans le commerce des aquariums, dû à sa petite taille. Des dizaines de milliers d’hippocampes nains sont destinés au commerce pour les aquariums. Certaines pêcheries se sont installées au bord de mer en Floride et ont pour activité principale la capture des hippocampes nains.
La médecine traditionnelle chinoise est le plus gros consommateur d’hippocampes, avec une estimation de 20 millions d’hippocampes utilisés par an. Ceux-ci pensent que ces animaux abaissent le cholestérol et préviennent de l’athérosclérose.
Les humains considèrent les hippocampes comme précieux depuis des décennies, en se basant sur des mythes magiques, ou encore parce que les mâles incubent les œufs et donnent naissance à leurs petits. Du fait de son système de reproduction unique ou encore dû au fait que, contrairement à la grande majorité des poissons, les hippocampes sont monogames, les hippocampes sont importants dans la recherche.

## Statut de conservation
Avant 1970, l’espèce était considérée comme commune mais, depuis, le nombre d’individus a diminué et ce sûrement dû à la fragmentation de son habitat (les herbiers marins), mais aussi à cause de la pollution, des déversements d’hydrocarbures et à l’acidification des océans,.
Sur la liste rouge de l’UICN, Hippocampus zosterae a été classé comme vulnérable (VU) en 2000,. Il est maintenant classé comme Least-concern (LC) depuis 2016, car les populations sont restées stables dans leur aire de répartition au cours des dix dernières années,.
Il est également sous protection CITES au niveau II comme l'ensemble des espèces du genre Hippocampus.